# 桐生市堀マラソン大会
桐生市堀マラソン大会（きりゅうしほりマラソンたいかい）は、群馬県桐生市で毎年2月に開催されるマラソン大会である。

## 概要
桐生市稲荷町の新川公園（旧新川運動場）を発着し、コロンバス通り・本町通りを経て、梅田町で折り返す。
大会名は、新川運動場の創設を推進した、桐生市体育協会の初代会長である堀祐平に由来する。1953年（昭和28年）5月3日、新川運動場に堀祐平翁頌徳碑が建てられ、これを記念して第一回堀マラソン大会が開催された。
大会の主催は、長らく桐生市体育協会が担っていたが、1993年（平成5年）第39回大会から桐生市の主催となった。

## 運営
- 主催：桐生市、桐生市教育委員会、公益財団法人桐生市スポーツ文化事業団
- 後援：読売新聞前橋支局、上毛新聞社、桐生タイムス社
- 協賛：桐生信用金庫、桐生ガス、桐丘学園、明照学園
- 主管：桐生市堀マラソン大会実行委員会

## 部門・種目
5部門15種目がある。（第63回大会）
- 一般の部
  - 男子ハーフマラソン
  - 女子ハーフマラソン
  - 男子50歳以上（10キロメートル）
  - 男子49歳以下（10キロメートル）
  - 女子（10キロメートル）
  - 男子50歳以上（5キロメートル）
  - 男子49歳以下（5キロメートル）
  - 女子（5キロメートル）
- 高校生の部
  - 男子（10キロメートル）
  - 女子（5キロメートル）
- 中学生の部
  - 男子（5キロメートル）
  - 女子（3キロメートル）
- 小学生の部
  - 男子（2キロメートル）
  - 女子（2キロメートル）
- ファミリーの部（2.8キロメートル）